# 다카라즈카 가극단 79기생
다카라즈카 가극단 79기생은 1991년 4월에 다카라즈카 음악학교에 입학, 1993년 3월에 다카라즈카 가극단에 입단한 40명을 가리킨다.

## 개요
초무대 연목은 스즈카제 마요 퇴단공연인 츠키구미 「그랜드호텔／BROADWAY BOYS」.
| 신인공연        | 바우홀        | 동상공연      | 전국투어    | (부)조장      |
| --------------- | ------------- | ------------- | ----------- | ------------- |
| 미즈 나츠키     | 미즈 나츠키   | 미즈 나츠키   | 미즈 나츠키 | 코시노 류     |
| 미라이 유우키   | 타츠키 요우   | 오오토리 레이 |             | 미라이 유우키 |
| 타츠키 요우     | 아사히나 케이 | 키사키 미리   |             | 미키 치구사   |
| 오오토리 레이   | 오오토리 레이 | 아키소노 미오 |             |               |
| 키사키 미리     | 키사키 미리   |               |             |               |
| 아키소노 미오   | 아키소노 미오 |               |             |               |
| 미나시로 히카리 |               |               |             |               |

## 주요 학생

### OG
- 미즈 나츠키 : 전 유키구미 톱스타
- 오오토리 레이 : 전 하나구미 톱여역
- 미라이 유우키 : 전 유키구미 남역
- 타츠키 요우 : 전 호시구미 남역
- 키사키 미리 : 전 유키구미 여역
- 아키소노 미오 : 전 호시구미 여역
- 미나시로 히카리 : 전 소라구미 여역

### 현역
- 미키 치구사 : 호시구미 남역 (조장)

## 일람
| 예명            | 생일      | 출신지                    | 출신 학교                           | 예명의 유래                         | 애칭               | 역할 | 퇴단년도 | 비고                                                                                                |
| --------------- | --------- | ------------------------- | ----------------------------------- | ----------------------------------- | ------------------ | ---- | -------- | --------------------------------------------------------------------------------------------------- |
| 愛耀子          | 10월 27일 | 도쿄도 스기나미구         | 세이죠가쿠엔고등학교                | 엄마의 예명                         | 아미               | 여역 | 2006년   | |
| 아이 요우코     | 10월 27일 | 도쿄도 스기나미구         | 세이죠가쿠엔고등학교                | 엄마의 예명                         | 아미               | 여역 | 2006년   | |
| 愛希朱里        | 2월 8일   | 효고현 산다시             | 미나토가와고등학교                  | 존경하는 사람과 상담                | 슈리, 후루짱, 아키 | 남역 | 1998년   | |
| 아이키 슈리     | 2월 8일   | 효고현 산다시             | 미나토가와고등학교                  | 존경하는 사람과 상담                | 슈리, 후루짱, 아키 | 남역 | 1998년   | |
| 愛海理世        | 12월 19일 | 도쿄도 나카노구           | 케이센죠가쿠엔                      | 좋아하는 글자를 늘여놓음            | 아리               | 남역 | 1998년   | |
| 아이미 리세     | 12월 19일 | 도쿄도 나카노구           | 케이센죠가쿠엔                      | 좋아하는 글자를 늘여놓음            | 아리               | 남역 | 1998년   | |
| 茜みつ希        | 9월 19일  | 치바현 카모가와시         | 카모메토모가쿠엔여자고등학교        | 가족이 고안                         | 카나미, 미호       | 여역 | 2002년   | |
| 아카네 미츠키   | 9월 19일  | 치바현 카모가와시         | 카모메토모가쿠엔여자고등학교        | 가족이 고안                         | 카나미, 미호       | 여역 | 2002년   | |
| 秋園美緒        | 8월 14일  | 오사카부 타카츠키시       | 오사카부립이바라키고등학교          | 가족이 고안                         | 소노코, 손짱       | 여역 | 2003년   | 할머니 쿠레나이 치즈루 (13) 엄마 쿠레나이 치즈루 (40) 이모 치하루 쿄코 (43) 사촌 마리사 히토미 (75) |
| 아키소노 미오   | 8월 14일  | 오사카부 타카츠키시       | 오사카부립이바라키고등학교          | 가족이 고안                         | 소노코, 손짱       | 여역 | 2003년   | 할머니 쿠레나이 치즈루 (13) 엄마 쿠레나이 치즈루 (40) 이모 치하루 쿄코 (43) 사촌 마리사 히토미 (75) |
| 朝比奈慶        | 11월 19일 | 도쿄도 세타가야구         | 우메가오카중학교                    |                                     | 히나               | 남역 | 2002년   | |
| 아사히나 케이   | 11월 19일 | 도쿄도 세타가야구         | 우메가오카중학교                    |                                     | 히나               | 남역 | 2002년   | |
| 亜づさ真鈴      | 10월 20일 | 카나가와현 요코스카시     | 카나가와현립즈요고등학교            | 지인과 가족이 명명                  | 준, 판키치, 판짱   | 여역 | 2000년   | |
| 아즈사 마린     | 10월 20일 | 카나가와현 요코스카시     | 카나가와현립즈요고등학교            | 지인과 가족이 명명                  | 준, 판키치, 판짱   | 여역 | 2000년   | |
| 綾咲成美        | 12월 21일 | 미야자키현 미야자키시     | 미야자키여자고등학교                | 가족이 고안                         | 텐짱, 나루미       | 여역 | 1998년   | |
| 아야사키 나루미 | 12월 21일 | 미야자키현 미야자키시     | 미야자키여자고등학교                | 가족이 고안                         | 텐짱, 나루미       | 여역 | 1998년   | |
| 彩勢沙樹        | 5월 19일  | 효고현 고베시히가시나다구 | 효고현립아시야고등학교              |                                     | 유리코, 미로       | 남역 | 2000년   | |
| 아야세 사키     | 5월 19일  | 효고현 고베시히가시나다구 | 효고현립아시야고등학교              |                                     | 유리코, 미로       | 남역 | 2000년   | |
| 鮎川夏来        | 8월 29일  | 오사카부 이케다시         | 오사카부립토네야마고등학교          |                                     | PON                | 남역 | 2002년   | |
| 아유카와 나츠키 | 8월 29일  | 오사카부 이케다시         | 오사카부립토네야마고등학교          |                                     | PON                | 남역 | 2002년   | |
| 有香潤          | 8월 10일  | 미야기현 센다이시         | 토키와기가쿠엔고등학교              | 자기가 고안                         | 히라               | 남역 | 2007년   | |
| 아리카 준       | 8월 10일  | 미야기현 센다이시         | 토키와기가쿠엔고등학교              | 자기가 고안                         | 히라               | 남역 | 2007년   | |
| 絵莉千晶        | 12월 16일 | 오사카부 이바라키시       | 오사카부립이바라키니시고등학교      | 가족과 상담                         | 치아키             | 여역 | 2010년   | |
| 에리 치아키     | 12월 16일 | 오사카부 이바라키시       | 오사카부립이바라키니시고등학교      | 가족과 상담                         | 치아키             | 여역 | 2010년   | |
| 大鳥れい        | 11월 6일  | 오사카부 이케다시         | 오사카부립시부야고등학교            | 오드리 헵번에서, 자기가 고안        | 미도리             | 여역 | 2003년   | |
| 오오토리 레이   | 11월 6일  | 오사카부 이케다시         | 오사카부립시부야고등학교            | 오드리 헵번에서, 자기가 고안        | 미도리             | 여역 | 2003년   | |
| 風輝マヤ        | 9월 18일  | 시가현 릿토쵸 (릿토시)    | 노트르담죠가쿠인                    | 가족이 고안                         | 키노미             | 남역 | 2003년   | |
| 카자키 마야     | 9월 18일  | 시가현 릿토쵸 (릿토시)    | 노트르담죠가쿠인                    | 가족이 고안                         | 키노미             | 남역 | 2003년   | |
| 風帆優里        | 8월 11일  | 도쿄도 세타가야구         | 칸토국제고등학교                    | 부모님이 명명                       | 유우리             | 여역 | 2001년   | |
| 카자호 유우리   | 8월 11일  | 도쿄도 세타가야구         | 칸토국제고등학교                    | 부모님이 명명                       | 유우리             | 여역 | 2001년   | |
| 菊穂りな        | 11월 2일  | 히로시마현 히로시마시     | 히로시마현립하츠카이치고등학교      | 본명                                | 키쿠호             | 여역 | 2000년   | |
| 키쿠호 리나     | 11월 2일  | 히로시마현 히로시마시     | 히로시마현립하츠카이치고등학교      | 본명                                | 키쿠호             | 여역 | 2000년   | |
| 貴咲美里        | 5월 30일  | 카고시마현 나제시         | 오오카와중학교                      | 가족이 고안                         | 미리               | 여역 | 2000년   | |
| 키사키 미리     | 5월 30일  | 카고시마현 나제시         | 오오카와중학교                      | 가족이 고안                         | 미리               | 여역 | 2000년   | |
| 北原里麻        | 6월 26일  | 도쿄도 시나가와구         | 시라유리가쿠엔                      | 엄마의 예명에서, 은사가 명명        | 야스코, 리마       | 여역 | 2000년   | |
| 키타하라 리마   | 6월 26일  | 도쿄도 시나가와구         | 시라유리가쿠엔                      | 엄마의 예명에서, 은사가 명명        | 야스코, 리마       | 여역 | 2000년   | |
| 幸涼香          | 7월 11일  | 도쿄도 세타가야구         | 성도미니코가쿠엔고등학교            | 가족이 고안                         | 사치에, 스즈오     | 여역 | 2001년   | |
| 코우 스즈카     | 7월 11일  | 도쿄도 세타가야구         | 성도미니코가쿠엔고등학교            | 가족이 고안                         | 사치에, 스즈오     |      |          | |
| 香乃毬花        | 2월 10일  | 아이치현 세토시           | 킨죠가쿠인고등학교                  | 가족이 고안                         | 마루코, 이노마루   | 여역 | 2002년   | |
| 코우노 마리카   | 2월 10일  | 아이치현 세토시           | 킨죠가쿠인고등학교                  | 가족이 고안                         | 마루코, 이노마루   | 여역 | 2002년   | |
| 越乃リュウ      | 7월 23일  | 니이가타현 니이가타시     | 니이가타시립누마타리고등학교        | 존경하는 사람이 선택                | 류우, 나호         | 남역 | 2013년   | |
| 코시노 류       | 7월 23일  | 니이가타현 니이가타시     | 니이가타시립누마타리고등학교        | 존경하는 사람이 선택                | 류우, 나호         | 남역 | 2013년   | |
| 小毬なな        | 6월 24일  | 교토부 교토시             | 히가시오사카고등학교                |                                     | 코마리             | 여역 | 1996년   | |
| 코마리 나나     | 6월 24일  | 교토부 교토시             | 히가시오사카고등학교                |                                     | 코마리             | 여역 | 1996년   | |
| 冴月晃          | 3월 10일  | 오이타현 벳푸시           | 오이타현립하무로다이고등학교        | 은사가 명명                         | 고토               | 남역 | 2000년   | |
| 사에즈키 아키라 | 3월 10일  | 오이타현 벳푸시           | 오이타현립하무로다이고등학교        | 은사가 명명                         | 고토               | 남역 | 2000년   | |
| さき望実        | 2월 19일  | 군마현 시부카와시         | 쿄아이가쿠엔                        |                                     | 릿쿤, Rikaco       | 남역 | 2001년   | |
| 사키 노조미     | 2월 19일  | 군마현 시부카와시         | 쿄아이가쿠엔                        |                                     | 릿쿤, Rikaco       | 남역 | 2001년   | |
| 佐久真ゆき      | 3월 22일  | 나가노현 사쿠시           | 사쿠고등학교                        | 존경하는 선생님이 명명              | 케이짱, 타키코     | 남역 | 1996년   | |
| 사쿠마 유키     | 3월 22일  | 나가노현 사쿠시           | 사쿠고등학교                        | 존경하는 선생님이 명명              | 케이짱, 타키코     | 남역 | 1996년   | |
| 大樹槙          | 10월 6일  | 도쿄도 키타구             | 도쿄도립타케하야고등학교            | 가족이 고안                         | 카오루,타이쥬      | 남역 | 2004년   | |
| 타이쥬 마키     | 10월 6일  | 도쿄도 키타구             | 도쿄도립타케하야고등학교            | 가족이 고안                         | 카오루,타이쥬      | 남역 | 2004년   | |
| 貴瀬ゆう        | 1월 28일  | 사이타마현 오오미야시     | 하토가야고등학교                    | 가족이 고안                         | 스미레             | 남역 | 1997년   | |
| 타카세 유우     | 1월 28일  | 사이타마현 오오미야시     | 하토가야고등학교                    | 가족이 고안                         | 스미레             | 남역 | 1997년   | |
| 達つかさ        | 9월 1일   | 도쿄도 미나토구           | 도쿄도립죠난고등학교                | 부모님이 명명                       | 코타츠, 유우       | 남역 | 2002년   | 언니 코토부키 츠카사 (76)                                                                           |
| 타츠 츠카사     | 9월 1일   | 도쿄도 미나토구           | 도쿄도립죠난고등학교                | 부모님이 명명                       | 코타츠, 유우       | 남역 | 2002년   | 언니 코토부키 츠카사 (76)                                                                           |
| 立樹遥          | 11월 10일 | 카나가와현 요코하마시     | 요코하마가쿠인여자고등학교          |                                     | 시이               | 남역 | 2009년   | |
| 타츠키 요우     | 11월 10일 | 카나가와현 요코하마시     | 요코하마가쿠인여자고등학교          |                                     | 시이               | 남역 | 2009년   | |
| 柾輝かずさ      | 7월 22일  | 효고현 고베시             | 히로아키죠가쿠인고등학교            |                                     | 카즈, 마사키       | 남역 | 2001년   | |
| 마사키 카즈사   | 7월 22일  | 효고현 고베시             | 히로아키죠가쿠인고등학교            |                                     | 카즈, 마사키       | 남역 | 2001년   | |
| 美稀千種        | 8월 16일  | 치바현 이치카와시         | 야마와키가쿠엔                      | 은사가 명명                         | 치-, 치구, 치-쿤   | 남역 |          | |
| 미키 치구사     | 8월 16일  | 치바현 이치카와시         | 야마와키가쿠엔                      | 은사가 명명                         | 치-, 치구, 치-쿤   | 남역 |          | |
| 水夏希          | 8월 16일  | 치바현 치바시             | 치바현립치바여자고등학교            | 은사가 명명                         | 미즈, 치카, 나츠키 | 남역 | 2010년   | |
| 미즈 나츠키     | 8월 16일  | 치바현 치바시             | 치바현립치바여자고등학교            | 은사가 명명                         | 미즈, 치카, 나츠키 | 남역 | 2010년   | |
| 水谷紫乃        | 7월 30일  | 카나가와현 오다와라시     | 카나가와현립 오다와라죠나이고등학교 | 할아버지・ 미즈타니 치쿠시에서 따옴 | 시노               | 여역 | 1999년   | |
| 미즈타니 시노   | 7월 30일  | 카나가와현 오다와라시     | 카나가와현립 오다와라죠나이고등학교 | 할아버지・ 미즈타니 치쿠시에서 따옴 | 시노               | 여역 | 1999년   | |
| 水原まどか      | 10월 22일 | 도쿄도 스기나미구         | 무사시노죠시가쿠인                  | 가족이 고안                         | 미사               | 여역 | 1998년   | |
| 미즈하라 마도카 | 10월 22일 | 도쿄도 스기나미구         | 무사시노죠시가쿠인                  | 가족이 고안                         | 미사               | 여역 | 1998년   | |
| 路きよら        | 12월 8일  | 도쿄도 네리마구           | 분카여자고등학교                    | 성서에서 자기가 고안                | 챠-, 미치루        | 남역 | 1996년   | |
| 미치 키요라     | 12월 8일  | 도쿄도 네리마구           | 분카여자고등학교                    | 성서에서 자기가 고안                | 챠-, 미치루        | 남역 | 1996년   | |
| 南城ひかり      | 10월 14일 | 도쿄도 세타가야구         | 세이죠가쿠엔                        | 존경하는 상급생이 명명              | 아키요             | 여역 | 2001년   | |
| 미나시로 히카리 | 10월 14일 | 도쿄도 세타가야구         | 세이죠가쿠엔                        | 존경하는 상급생이 명명              | 아키요             | 여역 | 2001년   | |
| 未来優希        | 5월 8일   | 도쿄도 시부야구           | 준신죠시가쿠엔고등학교              | 존경하는 선생님이 명명              | 하마코             | 남역 | 2010년   | |
| 미라이 유우키   | 5월 8일   | 도쿄도 시부야구           | 준신죠시가쿠엔고등학교              | 존경하는 선생님이 명명              | 하마코             | 남역 | 2010년   | |
| 武庫歩          | 6월 30일  | 효고현 니시노미야시       | 코시엔가쿠인                        | 할아버지가 고안                     | 시바즈             | 남역 | 2001년   | |
| 무코 아유무     | 6월 30일  | 효고현 니시노미야시       | 코시엔가쿠인                        | 할아버지가 고안                     | 시바즈             | 남역 | 2001년   | |
| 夢月真生        | 1월 28일  | 효고현 고베시             | 효고현립다카라즈카키타고등학교      | 가족이 고안                         | TENKO              | 남역 | 2001년   | |
| 무츠키 마오     | 1월 28일  | 효고현 고베시             | 효고현립다카라즈카키타고등학교      | 가족이 고안                         | TENKO              | 남역 | 2001년   | |
| 莉理せいら      | 7월 16일  | 카나가와현 요코하마시     | 센조쿠가쿠엔대학부속제1고등학교     | 지인이 명명                         | 세이라             | 남역 | 1999년   | |
| 리리 세이라     | 7월 16일  | 카나가와현 요코하마시     | 센조쿠가쿠엔대학부속제1고등학교     | 지인이 명명                         | 세이라             | 남역 | 1999년   | |